# Palmiro
Palmiro  è un nome proprio di persona italiano maschile.

## Varianti
- Maschili: Palmerio[3], Palmiero[3], Palmero[3]
  - Alterati: Palmerino[1][3], Palmierino[3], Palmarino[3]
  - Ipocoristici: Miro
- Femminili: Palmira[1], Palmeria[3], Palmiera[3]
  - Alterati: Palmerina[3]
  - Ipocoristici: Mira

## Origine e diffusione
Deriva dal nome medievale Palmiero o Palmerio, tratto dal sostantivo "palmiere" (in latino palmarius): questo vocabolo indicava quelle persone che erano andate in pellegrinaggio in Terra santa, e che da usanza riportavano a casa delle foglie di palma. Oltre al nome proprio, da questo vocabolo sono derivati anche vari cognomi, tra cui gli italiani Palmieri e De Palma, il portoghese Palmerio e l'inglese Palmer, a sua volta poi ripreso come nome.
Una volta sparita questa tradizione, e caduto in disuso il termine "palmiere", i nomi Palmiro e Palmira sono stati accostati alla festività della domenica delle palme, tanto che spesso vengono attribuiti ai bambini nati in quel giorno; da questa festività derivava già il nome Palma, di cui a volte Palmiro e Palmira sono considerati varianti.
Al pari dei nomi Pellegrino e Romeo, Palmiro si diffuse particolarmente in epoca medievale negli ambienti cristiani. Il nome, nelle sue varie forme, ha diffusione eterogenea in Italia; mentre Palmiro è tipicamente lombardo, Palmiero e Palmirio sono prevalenti in Toscana e Palmerio si riscontra per lo più in Sardegna (grazie al culto di un santo così chiamato). La forma femminile Palmira è usata anche in lingua spagnola e portoghese.

## Onomastico
Nessun santo porta questo nome, che è quindi adespota; l'onomastico viene festeggiato solitamente la domenica delle palme, che ha data variabile. 
Si ricordano tuttavia santi con nomi simili: un san Palmerio, eremita e martire a Villanova Monteleone (memoria l'8 luglio), e due san Palmazio, uno martire a Roma (memoria il 10 maggio), l'altro martire a Treviri (memoria il 5 ottobre)

## Persone

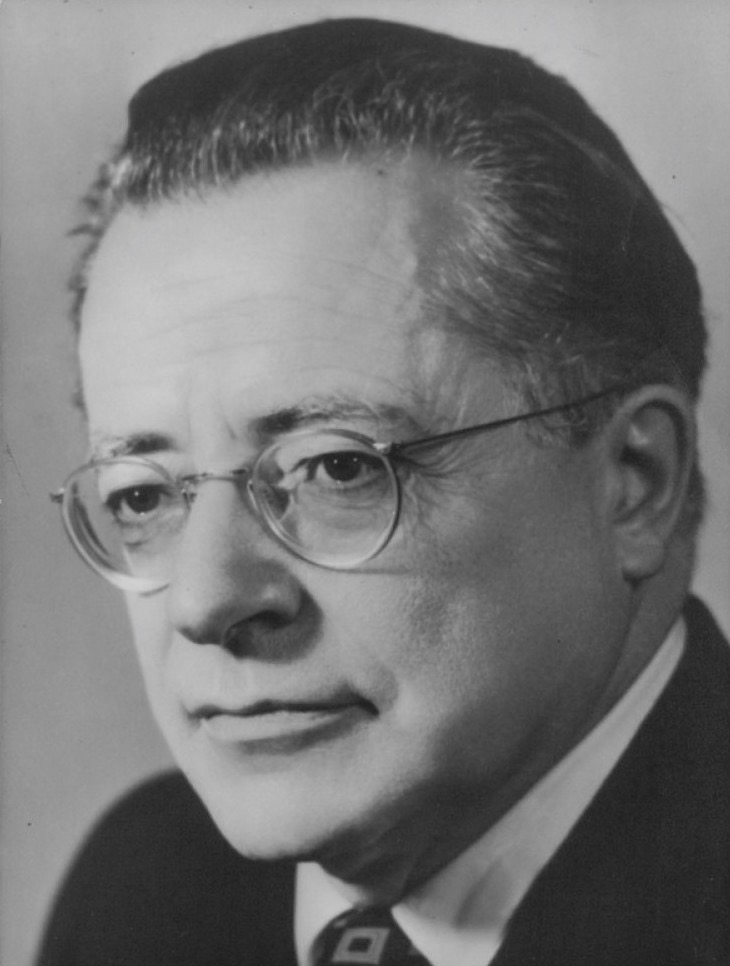
Palmiro Togliatti

- Palmiro Di Dio, calciatore e allenatore di calcio italiano
- Palmiro Foresi, politico italiano
- Palmiro Masciarelli, dirigente sportivo e ciclista su strada italiano
- Palmiro Serafini, fondista e scialpinista italiano
- Palmiro Togliatti, politico e antifascista italiano
- Palmiro Ucchielli, politico italiano

### Varianti maschili
- Palmiero Abate, signore di Trapani
- Palmerio Ariu, carabiniere italiano
- Palmerio Delitala, avvocato, politico e antifascista italiano

### Variante femminile Palmira
- Palmira Cristina Marçal, cestista brasiliana

## Il nome nelle arti
- Palmira è un personaggio del romanzo di Nino Savarese Gatterìa.
- Palmiro è il protagonista della serie web Chiamando Palmiro.